# Mikhailo Rijak
Mikhailo Rijak   (Khàrkiv, 10 de març de 1927 - Moscou, 25 de març de 2003) fou un waterpolista ucraïnès que va competir sota bandera soviètica entre les dècades de 1940 i 1960. Jugava de porter.
El 1956 va prendre part en els Jocs Olímpics d'Estiu de Melbourne, on guanyà la medalla de bronze en la competició de waterpolo. A nivell de clubs jugà al Dinamo Tblilisi (1944 a 1949), Dinamo Moscou (1950 a 1959) i Trud (1960 a 1964).
Una vegada retirat exercí d'entrenador de la Universitat Estatal de Moscou entre 1966 i 1983, guanyant la lliga soviètica de 1972, 1973, 1974 i 1979, la Copa Soviètica de 1971 i 1972, la Copa d'Europa de 1973 i la Recopa de 1976.
És autor de diversos llibres sobre el waterpolo.